# Мороквенг (кратер)
Мороквенг (Morokweng) чи Мороквенгська астроблема — ударний кратер. Знаходиться в Південній Африці у Північно-Західній провінції (ПАР) неподалік від міста Мороквенг, поряд з ботсванським кордоном. Кільце кратера було стерте за мільйони минулих років і зараз перебуває під піском Калахарі.
Утворений астероїдом, що мав від 5 до 10 км у діаметрі. Удар створив кратер розміром близько 70 км у діаметрі. Вік кратера оцінюється в 145,0 ± 0,8 млн років, тобто розміщується на межі юри і крейди. Виявлений в 1994 році, він не проявляється на поверхні, але був нанесений на карту шляхом магнітних і гравіметричних обстежень. Основні зразки показали, що вони були утворені внаслідок удару L-хондритного астероїда.
У травні 2006 року група вчених проводила буріння і оголосила про відкриття на глибині 770 м уламка вихідного астероїда, який мав у діаметрі близько 25 см, разом із кількома набагато дрібнішими шматками (декілька міліметрів в поперечнику) й на інших глибинах. Це відкриття було несподіваним, оскільки попередні буріння у великих ударних кратерах не дали таких фрагментів, і вважалося, що астероїд майже повністю випаровується. Деякі фрагменти можна побачити в лондонському Музеї науки.